# Notiothops
Notiothops is een geslacht van spinnen uit de  familie van de Palpimanidae.

## Soorten
- Notiothops birabeni (Zapfe, 1961)
- Notiothops campana Platnick, Grismado & Ramírez, 1999
- Notiothops cekalovici Platnick, Grismado & Ramírez, 1999
- Notiothops huaquen Platnick, Grismado & Ramírez, 1999
- Notiothops llolleo Platnick, Grismado & Ramírez, 1999
- Notiothops maulensis (Platnick, 1985)
- Notiothops noxiosus Platnick, Grismado & Ramírez, 1999
- Notiothops penai Platnick, Grismado & Ramírez, 1999